# علي بن علي الآنسي
هو الفنان علي بن علي بن يحيى الآنسي من مواليد مدينة صنعاء   حارة الباشا عام1933م. فنان يمني مشهور، (مغني، عازف، ملحن) اشتهر بصوته الجميل وأدائه المتقن، غنى للحب بأنواعه وللثورة وللطبيعة.

## النشأة
كان والده ضابطاً في الجيش الأمامي (بكشاوش) مدفعي.
نشأ علي الآنسي في أسرة عانت اقتصاديا فاضطر والده إلى التنقل من منطقة إلى أخرى طلباً للرزق، كان علي الآنسي في هذه الفترة في سن الدخول إلى المدرسة ومما شجعه على دخول المدرسة هو رغبته الشديدة في أداء الأناشيد التي كان يؤديها التلاميذ، فتلقى تعليمه في مدرسة نصير الابتدائية ثم انتقل إلى المدرسة المتوسطة وبعد خروجه منها انتقل إلى ذمار ليعيش مع أخيه القاضي محمد ومن ذمار انتقل إلى تعز حيث كان يعمل أخوه العميد أحمد الآنسي وهناك التحق بالجيش وعمل كاتباً عسكرياً لمفرزة الحجرية.

## بداياته
بدأ حسه الفني وذوقه الموسيقي يتكون مع بداية سماعه للأغاني المسجلة في اسطوانات لبعض الفنانين اليمنيين من الجيل الذي سبقه أمثال الماس والجراش والعنتري. ومتأثرا بصديقه العزي محمد عبد الله السنيدار الذي كان أول من سمعه الآنسي يغنى ويعزف على آلة العود. فزاد ذلك من تعلقه بالغناء فبدأ رحلته في البحث. وقد أعجب وتأثر كثيرا عند تشكله الفني بالفنانين: 
- عبد الرحمن بن علي رضا
- أحمد الحمامي
- أحمد عبد الله السالمي
- قاسم الاخفش
- أحمد عشيش الذي كان له تأثيره الفني على الفنان على الآنسي.

فبدأت بوادر موهبته في الغناء تظهر مع أول أغنية غناها وهي أغنية (هم يمنعوا عيني لحسنك لا ترى) للماس. فأعجب به أخوه العميد أحمد وشجعه حيث كان يعمل مساعدا لمراقب حركة المواصلات (اللاسلكي)، في النقطة الرابعة في تعز.
في هذه الفترة كان يغني فقط فلم يكن قد تعلم العزف على آلة العود بعد إلا أن محاولاته للتلحين بدأت تظهر فلحن لأول مرة أغنية (كل الناس تحب الزين) التي غناها الفنان أحمد السنيدار. وكان ذلك عبر أبسط الأدوات التي تصدر إيقاعات ثم أخذ يدرب نفسه على العزف حتى تمكن من أداء أول أغنية عزفا وغناء وكانت أغنية (ياقلبي المضنى عليش ترتاب ثق بالذي للمشكلات حلال) الذي سمع لحنها من أحد أصدقائه الهاوين.

## ما بعد الشهرة
بدأت شهرته من خلال أدائه للأغاني الخفيفة من اللون الصنعاني وقد أدى غير هذا اللون فغنى أغان من مناطق اليمن الأخرى مثل العدين ثم انتقل إلى أداء الأغاني المطولة.
أسهم بمجموعة من الأغاني الجميلة من خلال مجموعة من القصائد الغنائية التي كتبها ولحنها وغناها ومن أشهرها (مافي معلم خير)، (فلت يد المخلوق)، (ليلك الليل ياليل) وغيرها.
امتلك مكانة كبيرة على المستويين الشعبي والرسمي في حياته وبعد وفاته لما تميز من صوت حسن وعزف جميل ولاهتمامه بأنغام التراث الفني والفولكلور الشعبي اليمني خاصة فولكلور المناطق الوسطى من اليمن.
قلد وسام الأداب والفنون من الرئيس علي عبد الله صالح مرتين بعد وفاته الأولى عام 1984م والثانية عام 1989م ووسام الفنون من الرئيس السابق علي ناصر محمد. قبل قيام الوحدة وقد عمل في إدارة التنسيق في إذاعة صنعاء ثم في دائرة التوجيه المعنوي والسياسي قبل وفاته.
من الشعراء الذين غنى لهم الآنسي:
- علي صبرة
- مطهر الإرياني
- عباس المطاع

## من أغانيه

### من أشهر أغانيه
- اضحك على الأيام: وهي أغنية العيد الرسمية في اليمن في عيدي الفطر والأضحى.
- خطر غصن القنا
- الحب والبن
- ممشوق القوام
- وا مغرد بوادي الدور
- مسكين يا ناس
- وقف وودع
- ليلك الليل يا ليل
- يا قمري صنعاء
- آنست يا حالي
- أنا الشعب
- نحن الشباب
- شاربط بساط الريح

### ومن أغانيه
1. يا ليل وين الحبيب
2. يا ربت الصوت الرحيم
3. يا ويح قلبي من عيونك السود
4. يا لا قي الضايعه
5. يا قلب مالك
6. يا شاري البرق
7. يا جرح الاكباد
8. يا بدر في تلك الروابي
9. من ذاق طعم الهوى
10. معشوق الجمال
11. مخلص يصدق الغير
12. ما شان هذا الفجر
13. لو هو صحيح مخلص
14. لو مابقيت الا بقايا
15. كم لقلبي معذب
16. قلتوا عتنسوني
17. قد علموه وأنا بحبة أعمى
18. طرب سجوعك
19. خطيت من جمب بابك
20. حبيبي شاتسبر
21. أهلاً وسهلاً يا روح
22. يا من هواه أعزه
23. جوب ببسمة
24. الهجر والبعاد
25. الا فانا كسير الماس
26. اتركوني مع الهواى
27. يرضيك
28. يا عيباه
29. ياليل هل
30. معي صديق
31. هم يمنعوه
32. أشكو من
33. ألو ألو
34. رسول قم
35. نجوم الليل
36. خاطرك
37. أخاطب البرق
38. أهيم من البيت

### من قصائده التي كتبها
- سجدت سبحت لله
- يا عيباه
- ما في معلم خير
- ليلك الليل يا ليل
- فلت يد المخلوق
- قلتوا عتنسوني

هو من الفنانين اليمنيين القلة الذين أدخلوا الإيقاعات في ألحانهم، كما أن من أغانيه مَن غناها بعده مغنون آخرون وأشهر ما غُني له أغنية (اضحك على الأيام) ولكن لم يستطع أحد منهم أن يطغى على شهرة الأغنية الأصلية كذلك أغاني (وا مغرد بوادي الدور، مسكين ياناس) فأغنية وا مغرد غناها عدة فنانين منهم (أيوب طارش، أبو بكر سالم، محمد حمود الحارثي، أحمد فتحي، طه فارع)، وأغنية مسكين ياناس والتي غناها عدة فنانين منهم (أيوب طارش، أبو بكر سالم، أحمد السنيدار، أحمد فتحي، أسامة الآنسي، حسين محب) وأغنية (خطر غصن القنا) وغناها العديد من الفنانين بعده وغيرها ولكن بقيت أغاني الآنسي الأصلية هي الأكثر شهرة وإتقانا.

## وفاته
توفي بتاريخ 1981/4/17 م.

## وصلات خارجية
1. ↑  Centre، UNESCO World Heritage. "Old City of Sana'a". unesco.org. مؤرشف من الأصل في 2018-07-18. اطلع عليه بتاريخ 2017-03-19.
2. ↑  مفكرة صنعاء نبذة عن المدينة نسخة محفوظة 27 مارس 2015 على موقع واي باك مشين. [وصلة مكسورة]
3. ↑  "التقسيم الإداري لأمانة العاصمة". yemen-nic.info. مؤرشف من الأصل في 2022-11-22. اطلع عليه بتاريخ 2022-11-24.
4. 1 2  ency. San'a [وصلة مكسورة] نسخة محفوظة 11 أبريل 2020 على موقع واي باك مشين.
5. ↑  "(صناعة العود والعزف عليه) عنصر ثقافي سوري جديد على قائمة التراث الإنساني لليونيسكو". الوكالة العربية السورية للأنباء (سانا). 30 نوفمبر 2022. مؤرشف من الأصل في 2023-02-02. اطلع عليه بتاريخ 2022-12-04.
6. ↑  Team، Almaany. "تعريف و معنى كلمة العود في معجم المعاني الجامع، المعجم الوسيط ،اللغة العربية المعاصر - معجم عربي عربي - صفحة 1". www.almaany.com. مؤرشف من الأصل في 2017-01-13. اطلع عليه بتاريخ 2017-01-12.